# Bobby Dodd Coach of the Year Award
Le Bobby Dodd Coach of the Year Award est une récompense décernée chaque année depuis 1976 au meilleur entraîneur principal d'une équipe de football américain évoluant en NCAA Div. I FBS ayant excellé sur le terrain, en salle de classe, et au sein de leur communauté. Les gagnants des deux saisons précédentes, ainsi que les entraîneurs de leur première saison dans leurs universités actuelles, ne sont pas éligibles pour le prix.
Le nom du trophée fait référence à Bobby Dodd (1908-1988), entraîneur adjoint à Georgia Tech de 1931 à 1946, entraîneur en chef de 1946 à 1967 puis directeur du programme sportif jusqu'en 1976 et qui était l'exemple même des valeurs défendues par le trophée.
Les lauréats sont choisis par un comité composé de tous les anciens lauréats et d'une sélection d'experts en football américain universitaire. Le nom du gagnant est annoncé à la mi-temps du Chick-fil-A Peach Bowl le 31 décembre à Atlanta. Une présentation officielle a lieu plus tard, habituellement sur le campus de l'université du lauréat.

## Palmarès
| Saisons | Lauréats              | Équipes          |
| ------- | --------------------- | ---------------- |
| 1976    | Vince Dooley          | Georgia          |
| 1977    | Bo Schembechler       | Michigan         |
| 1978    | Tom Osborne (en)      | Nebraska         |
| 1979    | LaVell Edwards        | BYU              |
| 1980    | Bobby Bowden          | Florida State    |
| 1981    | Joe Paterno           | Penn State       |
| 1982    | George MacIntyre      | Vanderbilt       |
| 1983    | Ken Hatfield          | Air Force        |
| 1984    | Jim Wacker            | TCU              |
| 1985    | Fisher DeBerry        | Air Force        |
| 1986    | Dick Sheridan         | NC State         |
| 1987    | Dick MacPherson       | Syracuse         |
| 1988    | Don Nehlen            | West Virginia    |
| 1989    | Bill Curry            | Alabama          |
| 1990    | Bobby Ross            | Georgia Tech     |
| 1991    | George Welsh          | Virginia         |
| 1992    | Eddie Robinson        | Grambling State  |
| 1993    | Barry Alvarez         | Wisconsin        |
| 1994    | Fred Goldsmith        | Duke             |
| 1995    | Gary Barnett          | Northwestern     |
| 1996    | Bob Sutton            | Army             |
| 1997    | Mike Price            | Washington State |
| 1998    | Bill Snyder           | Kansas State     |
| 1999    | Frank Beamer          | Virginia Tech    |
| 2000    | George O'Leary        | Georgia Tech     |
| 2001    | Ralph Friedgen        | Maryland         |
| 2002    | Jim Tressel           | Ohio State       |
| 2003    | Bob Stoops            | Oklahoma         |
| 2004    | Paul Johnson          | Navy             |
| 2005    | Joe Paterno           | Penn State       |
| 2006    | Jim Grobe             | Wake Forest      |
| 2007    | Lloyd Carr            | Michigan         |
| 2008    | Mack Brown            | Texas            |
| 2009    | Gary Patterson        | TCU              |
| 2010    | Chris Petersen        | Boise State      |
| 2011    | Dabo Swinney          | Clemson          |
| 2012    | Bill Snyder           | Kansas State     |
| 2013    | David Cutcliffe       | Duke             |
| 2014    | Nick Saban            | Alabama          |
| 2015    | Kirk Ferentz          | Iowa             |
| 2016    | Mike MacIntyre        | Colorado         |
| 2017    | David Shaw (en)       | Stanford         |
| 2018    | Brian Kelly           | Notre Dame       |
| 2019    | Kyle Whittingham (en) | Utah             |
| 2020    | Pat Fitzgerald (en)   | Northwestern     |
| 2021    | Luke Fickell (en)     | Cincinnati       |
| 2022    | Willie Fritz (en)     | Tulane           |
| 2023    | Mike Norvell (en)     | Florida State    |